# 讓-巴蒂斯特·金

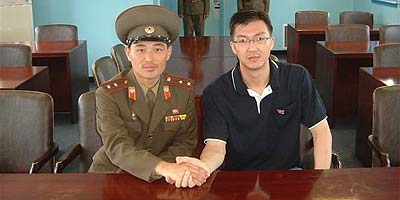
讓-巴蒂斯特·金與北韓軍官合影

讓-巴蒂斯特·金（法語：Jean-Baptiste Kim，1966年1月26日—）是一名韓國投誠難民，現居法國阿讷西。
金一家曾經受到在韓國當局的迫害，其父因之而死。避難至法國後，經由朝鮮駐法大使溫泳的介紹，開始投北。他曾數次訪問平壤並與金正日會面，甚至成為勞動新聞的駐外通訊記者，為之工作11年之久。
在逐漸認識到朝鮮的真實面貌後；2007年，金宣佈辭掉他的工作，與平壤當局中止聯繫。根據其在Facebook上的消息，他在從事將關於自己的這段經歷進行整理和寫作。